# Cáceres (Colombia)
Cáceres è un comune della Colombia facente parte del dipartimento di Antioquia.
Il centro abitato venne fondato da Don Gaspar de Rodas nel 1576, mentre l'istituzione del comune è del 1903.